# L'estro Armonico

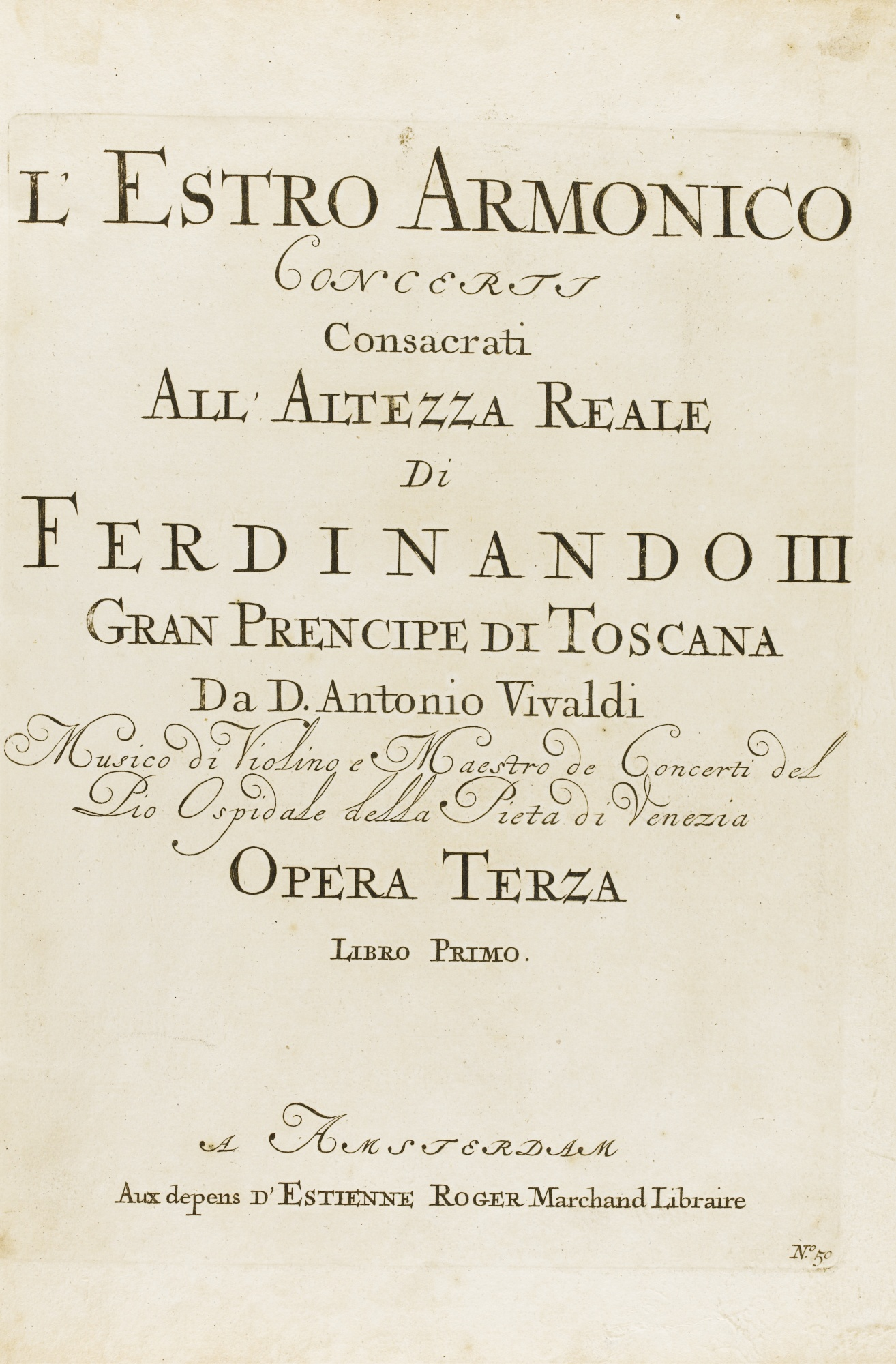
Coperta filmului L'estro Armonico.

L'estro Armonico ("Inspirația Armonică"), Op. 3, este o colecție de 12 concerte pentru una, două și patru viori compuse de Antonio Vivaldi în 1711. Colecția i-a mărit lui Vivaldi reputația de Il Prete Rosso (Preotul Roșu). Muzicologul Michael Talbot a declarat că lucrările sunt "poate cea mai influentă colecție de muzică instrumentală care să apară în secolul al XVIII-lea". Colecția a fost aranjată în ordine cronologică. Aceste concerte sunt uneori numite concerti grossi datorită utilizării unui ansamblu concertino (este adesea utilizat violoncelul solo). Cele mai cunoscute din cele 12 concerte sunt nr. 6 în La minor, nr. 8 în La minor pentru viori și nr. 10 în Si minor pentru patru viori.

## Lista concertelor
Concertul nr. 1 în Re major pentru patru viori și coarde, RV 549:
1. Allegro
2. Largo e spiccato
3. Allegro

Concertul nr. 2 în Sol minor pentru două viori, violoncel și coarde, RV 578:
1. Adagio e spiccato
2. Allegro
3. Larghetto
4. Allegro

Concertul nr. 3 în Sol major pentru vioară și coarde, RV 310:
1. Allegro
2. Largo
3. Allegro

Concertul nr. 4 în Mi minor pentru patru viori și coarde, RV 550:
1. Andante
2. Allegro assai
3. Adagio
4. Allegro

Concertul nr. 5 în La major pentru două viori și coarde, RV 519:
1. Allegro
2. Largo
3. Allegro

Concertul nr. 6 în La minor pentru vioară și coarde, RV 356:
1. Allegro
2. Largo
3. Presto

Concertul nr. 7 în Fa major pentru patru viori, violoncel și coarde, RV 567:
1. Andante
2. Adagio
3. Allegro - Adagio
4. Allegro

Concertul nr. 8 în La minor pentru două viori și coarde, RV 522:
1. Allegro
2. Larghetto e spiritoso
3. Allegro

Concertul nr. 9 în Re major pentru vioară și coarde, RV 230:
1. Allegro
2. Larghetto
3. Allegro

Concertul nr. 10 în Si minor pentru patru viori, violoncel și coarde, RV 580:
1. Allegro
2. Largo - Larghetto
3. Allegro

Concertul nr. 11 în Re minor pentru două viori, violoncel și coarde, RV 565:
1. Allegro - Adagio e spiccato - Allegro
2. Largo e spiccato (aka Siciliano)
3. Alegro

Concertul nr. 12 în Mi major pentru vioară și coarde, RV 265:
1. Allegro
2. Largo e spiccato
3. Allegro